# كامبوفيليتشي دي روتشيلا
كامبوفيليتشي دي روتشيلا (بالإيطالية: Campofelice di Roccella)‏ هي بلدية في مقاطعة باليرمو في صقلية الإيطالية.

## السكان
في سنة 1861 بلغ عدد السكان 1٬261 نسمة، وتطور العدد ليصل في سنة 2011 لـ 6٬918 نسمة.
يظهر هذا المخطط البياني تطور النمو السكاني لـ كامبوفيليتشي دي روتشيلا